# Elatobia bugrai
Elatobia bugrai är en fjärilsart som beskrevs av Ahmet Ömer Koçak. Elatobia bugrai ingår i släktet Elatobia och familjen äkta malar. Inga underarter finns listade i Catalogue of Life.